# فونت نوووا
فونت نوووا (به ایتالیایی: Fonte Nuova) یک کومونه در ایتالیا است که در استان رم واقع شده‌است.

## خصوصیات
فونت نوووا ۲۰٫۱ کیلومترمربع مساحت و ۲۷٬۰۵۲ نفر جمعیت دارد و ۱۵۰ متر بالاتر از سطح دریا واقع شده‌است.

## خواهرخوانده
شهر کیپ کاناورال، فلوریدا خواهرخواندهٔ فونت نوووا هست.